# Kaneville
Kaneville es una villa ubicada en el condado de Kane en el estado estadounidense de Illinois. En el Censo de 2010 tenía una población de 484 habitantes y una densidad poblacional de 595,14 personas por km².

## Geografía
Kaneville se encuentra ubicada en las coordenadas 41°50′1″N 88°31′18″O / 41.83361, -88.52167. Según la Oficina del Censo de los Estados Unidos, Kaneville tiene una superficie total de 0.81 km², de la cual 0.81 km² corresponden a tierra firme y (0%) 0 km² es agua.

## Demografía
Según el censo de 2010, había 484 personas residiendo en Kaneville. La densidad de población era de 595,14 hab./km². De los 484 habitantes, Kaneville estaba compuesto por el 96.49% blancos, el 0% eran afroamericanos, el 0% eran amerindios, el 0.21% eran asiáticos, el 0% eran isleños del Pacífico, el 3.31% eran de otras razas y el 0% pertenecían a dos o más razas. Del total de la población el 5.99% eran hispanos o latinos de cualquier raza.